# Koszmonavt Jurij Gagarin
A Koszmonavt Jurij Gagarin (oroszul: Космонавт Юрий Гагарин) szovjet távközlési hajó (szovjet terminológia szerint tudományos kutatóhajó) volt. 1971-ben állították szolgálatba. Feladata a szovjet űreszközök telemetriai adatainak vétele, azok feldolgozása, valamint az űreszközök és a Repülésirányító Központ közötti kapcsolat biztosítása volt. Honi kikötője az aktív szolgálatban az Odessza melletti Juzsnij kikötő volt. 1991-ben ukrán tulajdonba került és kivonták a szolgálatból. 1996-ban fémhulladékként eladták és szétbontották. Ez a hajó volt a szovjet űrkutatásban használt távközlésihajó-flotta legnagyobb tagja.

## Története
Leningrádban, a Balti Hajógyárban építették. A hajó alapjául az 1552-es tervszámú (Szofija osztály) tankhajó szolgált. Építését 1969-ben kezdték és még abban az évben, október 30-án bocsátották vízre. 1971-ben állították szolgálatba. Jurij Gagarinról, az első űrhajósról nevezték el. Honi kikötője a Fekete-tengeren az Odesszához közeli Juzsnij kereskedelmi kikötő volt. Fő működési területe az Atlanti-óceán volt, ahol a különféle szovjet űrprogramokhoz tartozó  űreszközök (műholdak, űrszondák és űrhajók) kommunikációs és telemetriai kiszolgálását végezte. A hajót a Szovjet Tudományos Akadémia üzemeltette. Aktív szolgálata alatt 20 bevetést hajtott végre. 1975-ben részt vett a Szojuz–Apollo-program tesztrepülésének a kiszolgálásában.
A Szovjetunió felbomlása után, 1991-ben ukrán tulajdonba, az Ukrán Védelmi Minisztériumhoz került. A szovjet űrprogramok leállása miatt az eredeti funkciójában nem volt rá szükség, ezért kivonták a szolgálatból. 1996-ban fémhulladékként (tonnánként 170 USD áron) eladták és Indiában szétbontották. Az eladás előtt a hajót Agar névre (Gagarin) keresztelték át.